# ساو مامده د اینفستا
شهر ساو مامده د اینفستا (به پرتغالی: São Mamede de Infesta) در ماتوسینوس در کشور پرتغال واقع شده‌است. جمعیت این شهر ۲۷٬۰۰۰ نفر  است. در تاریخ ۱۲ ژوئیه ۲۰۰۱ به عنوان شهر شناخته شد.